# Janusz Henryk Pobóg-Gurski

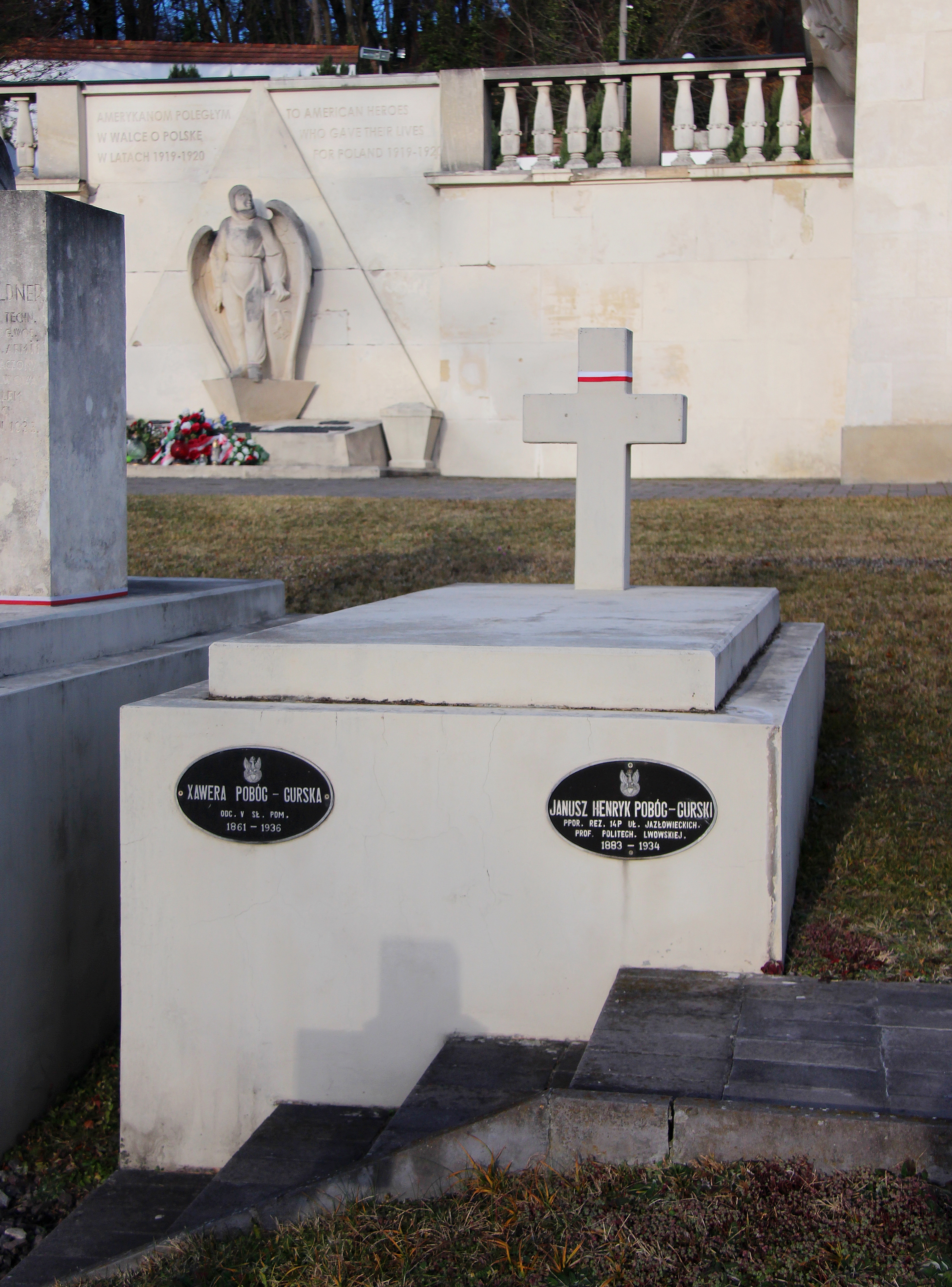

Janusz Henryk Władysław Pobóg-Gurski (ur. 15 marca 1883 w Mokrzanach, zm. 6 maja 1934 w Wilnie) – polski technolog rolnictwa. 

## Życiorys
Syn Antoniego Pobóg-Gurskiego i Ksawery z Kunaszowskich, wnuczki Franciszka Ksawerego Godebskiego. Ukończył gimnazjum w Chyrowie, a następnie studiował w Akademii Rolniczej w Dublanach. Pozostał na uczelni i prowadził tam wzorowe gospodarstwo doświadczalne. Podczas wojny polsko-bolszewickiej walczył w szeregach 14 pułku ułanów jazłowieckich, a następnie w obronie Lwowa w słynnym oddziale „Wilków”. Na krótko powrócił do Dublan, a następnie udał się na Śląsk, gdzie brał udział w powstaniach śląskich. Walczył m.in. pod Górą świętej Anny.
Jesieną 1921 powrócił na uczelnię, gdzie otrzymał stanowisko docenta uprawy roślin, równolegle kierował Katedrą Organizacji Gospodarstw i Ekonomiki Rolniczej. Po uzyskaniu tytułu profesora Wydziału Rolniczo-Lasowego Politechniki Lwowskiej stanął na czele Katedry Ogólnej i Szczegółowej Uprawy Roślin i zajmował to stanowisko do 1933. W 1934, jako podporucznik geograf rezerwy ze starszeństwem z 1 lipca 1925 pozostawał w ewidencji Powiatowej Komendy Uzupełnień Lwów Miasto.
Zmarł 6 maja 1934 w Wilnie. Jego ciało zostało przetransportowane do Lwowa i złożone na Cmentarzu Obrońców Lwowa (k. XXVI, g. 2147). 
Janusz Henryk Pobóg-Gurski był wybitnym specjalistą w dziedzinie stosowania płodozmianu w gospodarstwach specjalistycznych. Należał do aktywnych zwolenników melioracji Polesia i Podola, a także propagował produkcję lniarską.